# The Man Who Turned to Stone
The Man Who Turned to Stone este un film SF american din 1956 regizat de László Kardos. În rolurile principale joacă actorii Victor Jory, William Hudson.

## Prezentare
Dr. Murdock (Victor Jory) și adepții săi rămân nemuritori atâta timp cât sustrag forța de viață a altora. Dacă nu fac acest lucru, ei se pietrifică.

## Actori
- Victor Jory este Dr. Murdock
- William Hudson este Dr. Jess Rogers
- Charlotte Austin este Carol Adams
- Jean Willes este Tracy
- Ann Doran este Mrs. Ford
- Paul Cavanagh este Cooper
- George Lynn este Dr. Freneau
- Victor Varconi este Dr. Myer
- Friedrich von Ledebur este Eric (ca Frederick Ledebur)
- Tina Carver este Big Marge Collins
- Barbara Wilson este Anna Sherman